# Сибина Мијатовић
Сибина Мијатовић рођена Богуновић (Неготин, 1929 — Београд, 1970) била је српска и југословенска глумица.

## Биографија
Рођена је 20. октобра 1929. године у Неготину.
На Позоришној академији, у Београду дипломирала је 1956. године у класи професора Јоза Лауренчића.
Била је у браку са политичаром и народним херојем Цвијетином Мијатовићем Мајом, са којим је имала две ћерке - Мирјану и Мају, које су се бавиле музиком. Мирјана је била чланица новоталасног бенда „ВИА Талас“.
Погинула је у саобраћајној незгоди 22. јуна 1970. године у Београду. Сахрањена је на Новом гробљу у Београду.

## Улоге
| Год.     | Назив                                | Улога                |
| -------- | ------------------------------------ | -------------------- |
| 1980.-те |                                      |                      |
| 1967.    | Мале ствари                          |                      |
| 1966.    | Коњух планином                       | Мешина девојка       |
| 1969.    | Мост                                 | Јелена               |
| 1969.    | Битка на Неретви                     | докторка Марија      |
| 1971.    | Цео живот за годину дана (тв серија) | наставница Шијаковић |